# Čeglje
Čeglje est un village en Croatie, connecté par l'autoroute D1. Le village appartient à la municipalité de Jastrebarsko, qui se trouve dans le Comitat de Zagreb. 
Au recensement de 2001, Čeglje comptait 445 habitants. Le village se trouve sur la frontière administrative du comitat voisin, celui du Comitat de Karlovac.
Le village possède une petite église qui s'appelle l'église Saint Michel.